# Sulfure de rhodium(III)
Le sulfure de rhodium(III) est un composé chimique de formule Rh2S3.
C'est un solide noir insoluble obtenu en chauffant un mélange de soufre et de rhodium. Il est possible de faire croître des cristaux de Rh2S3 par transport chimique (en) dans le brome Br2. Les centres Rh et S présentent respectivement une géométrie octaédrique et une géométrie tétraédrique. On n'observe pas de contacts Rh−Rh rapprochés. Le séléniure de rhodium(III) Rh2Se3 et le sulfure d'iridium(III) (en) Ir2S3 partagent la même structure cristalline.